# مسجد بلند
مسجد بلند مسجدی تاریخی در شهر باستانی بخارا، ازبکستان است. این مسجد کوچک که به عنوان میراث جهانی توسط یونسکو به همراه کل شهر قدیمی تاریخی ثبت شده‌است. این مسجد در ابتدای سده شانزدهم در قسمت جنوبی شهر ساخته شد.